# Volumia!
Volumia! was een Nederlandse popband die actief was tussen 1992 en 2002. De band was afkomstig uit Heerlen en bestond uit negen personen. Leadzanger en pianist Xander de Buisonjé fungeerde als het gezicht van de groep.
Volumia! begon als coverband, maar groeide uit tot een nederpopband met eigen nummers. Grote hits werden gescoord met de nummers Afscheid en Hou me vast (beide in 1998). De groep verkocht in totaal bijna 1 miljoen cd's.

## Biografie
In 1992 werd Volumia! opgericht door artiestenmanager en gitarist Hans Paul Nieskens, die als hobby een bandje begon. De naam van de groep werd afgeleid van de studentenvereniging Volupia; het was in de beginjaren dan ook vooral een studentenband. In 1993 kreeg de groep zijn definitieve bezetting.
Al gauw slaagde Volumia! erin veel populariteit te verwerven, vooral in het live-circuit. In 1995 verscheen het live-album Mooi, mooi, mooi!, met daarop de eerste singles Swing low en Corpsballen. Hierna werd het repertoire gaandeweg professioneler en richtten de bandleden zich fulltime op hun muziekcarrière.
In 1997 werd de band gecontracteerd door platenmaatschappij BMG. De single Het is over werd hun eerste hit, maar de echte doorbraak kwam in de lente van 1998 met de single Afscheid. Deze single bereikte in Nederland de 4e positie in de Nederlandse Top 40 op destijds Radio 538 en eveneens de 4e positie in de publieke hitlijst; de destijds Mega Top 100 op Radio 3FM. In dezelfde periode bracht de groep zijn officiële debuutalbum uit, simpelweg Volumia! genaamd. De nummers op dit debuut album werden voornamelijk geschreven door leadzanger Xander de Buisonjé, toetsenist Axel Lindelauf en geproduceerd door Haro Slok. Het succes van Afscheid werd in hetzelfde jaar nog overtroffen door de single Hou me vast, dat de groep een 2e positie in zowel de Nederlandse Top 40 als de Mega Top 100 en een gouden plaat opleverde. De single werd ook gebruikt als soundtrack van de film Het 14e kippetje. Het debuutalbum behaalde begin 1999 de nummer 1-positie van de Album Top 100 en werd onderscheiden met dubbel platina.
Naast het succes in Nederland kende Volumia! ook veel succes in Vlaanderen, waar de singles Afscheid en Hou me vast eveneens grote hits werden. Ook het debuutalbum verkocht er goed.
In 1999 toerde Volumia! door Nederland in het kader van de Marlboro Flashbacks, waarbij de groep optrad met repertoire van Joe Cocker. Later dat jaar verscheen het tweede album Wakker, dat in de voorverkoop al bekroond werd met de gouden status. Met de door Dinand Woesthoff geschreven single Blijf bij mij scoorde Volumia! opnieuw een hit. Tegelijk verscheen een door Leon Verdonschot geschreven biografie van de groep onder de titel De weg naar succes.
Speciaal voor Foster Parents Plan werd eind 2000 de single Er is altijd een weg uitgebracht, waarop Volumia! begeleid werd door Toots Thielemans. In 2001 verscheen het derde album Puur, dat net als zijn voorganger Wakker al in de voorverkoop goud was. De single Eeuwig zou te kort zijn werd een bescheiden hit.
Na een lange theatertournee door Nederland en Vlaanderen werd in 2002 het tienjarig bestaan van de groep gevierd met een concert in de Rotterdamse Ahoy. Ook werd het dubbelalbum Het beste van Volumia! & Volumia! live uitgebracht, waarvan de eerste cd een verzamelalbum is en de tweede een live-album.
Op dinsdag 2 april 2002 maakte gitarist/manager Hans Paul Nieskens tijdens een persconferentie bekend dat Volumia! uit elkaar ging. De bandleden wilden zich verder ontwikkelen en vonden het tijd worden voor andere projecten. De laatste single, Nog één keer, werd een kleine hit. Het laatste concert van Volumia! vond plaats op 18 april 2002 in de Heineken Music Hall in Amsterdam.

### Projecten na Volumia!
Nadat de band stopte, gingen de diverse bandleden door met andere projecten:
- Xander de Buisonjé begon aan een solocarrière.
- De inmiddels in Den Haag wonende saxofonist Harold Mingels speelde tijdelijk bij de Crazy Pianos en is de oprichter en bandleider van De Coronas. Hij geeft momenteel eveneens muziekles op scholen.
- Zangeres Tamara Hoekwater zong in bigbands als Swing Design en The Jack Million Band waar ze ook mee door Amerika toerde. Vanuit haar woonplaats Amsterdam zingt ze regelmatig in diverse jazzcombo's. Ze heeft een koffie- & theewinkel van Simon Lévelt  in Amsterdam.
- Hans Paul Nieskens ging aan de slag met Julian Thomas, die hij later onderbracht bij Sony BMG, the Crox, Mo'Jones en DownSouth en bracht enkele cd's met hen uit. Ook Stevie Ann begeleidde hij voor korte tijd, totdat hij in 2005 manager werd van Rowwen Hèze. Lange tijd werkte Nieskens voor het hoofdkantoor van de Rabobank als adviseur Marketing & Muziek en gaf hij masterclasses en les in artiestenmanagement op de Hogeschool voor de muziekbranche (IEMES) in Tilburg. Hij runt sinds 2016 samen met een compagnon club Complex, Complex Festival en restaurant NOON in Maastricht. Hij is sinds 2012 tevens eigenaar en festivaldirecteur van ParkCity Live in Heerlen, een groot meerdaags popfestival met meer dan 40.000 bezoekers.
- Bassist Richard Ritterbeeks speelde na Volumia! bij o.a. The Crox (met ex-Volumia!-leden Axel Lindelauf, Robin Zalm), Marcel Coenen (prog.metal), Henk Westbroek, Treble en lange tijd bij Het Goede Doel (Henk Westbroek en Henk Temming).
- Drummer Robin Zalm speelde na Volumia! bij o.a. de coverband Network en bij De Coronas. Hij is drumdocent bij de Popschool Parkstad te Heerlen en geeft workshops Djembe aan bedrijven.
- Trompettist Eric van Oppen is o.a. bandleider bij bigband Time-Out. Hij speelde tijdelijk trompet bij De Coronas en was daarna technicus bij De Coronas.

## Prijzen
- 1998: Hitkrant Award - Beste Single Hou me vast
- 1998: Hitkrant Award - Beste Popgroep
- 1998: Megaward - Mega Top 100 Megaward
- 1999: TMF Award - Beste Album Volumia!
- 1999: TMF Award - Beste Single Hou me vast
- 1999: TMF Award - Beste Popgroep
- 1999: Rembrandt - Beste filmmuziek: Hou me vast als titelsong van de Nederlandse speelfilm Het 14e kippetje
- 1999: Edison populair - Nieuw Nationaal
- 2000: Hitkrant Award - Beste Zanger
- 2000: Hitkrant Award - Beste Album Wakker
- 2000: Hitkrant Award - Beste Popgroep
- 2000: TMF Award - Beste Popgroep

## Discografie

### Albums
| Album met eventuele hitnotering(en) in de Nederlandse Album Top 100 | Datum van verschijnen | Datum van binnenkomst | Hoogste positie | Aantal weken | Opmerkingen |
| ------------------------------------------------------------------- | --------------------- | --------------------- | --------------- | ------------ | ----------- |
| Volumia!                                                            | 24-04-1998            | 02-05-1998            | 1               | 87           | 2x Platina  |
| Wakker                                                              | 19-11-1999            | 27-11-1999            | 10              | 57           | Platina     |
| Puur                                                                | 02-07-2001            | 07-07-2001            | 4               | 34           | 2x Platina  |
| Het beste van Volumia!                                              | 05-04-2002            | 13-04-2002            | 3               | 25           |             |

| Album met hitnotering(en) in de Vlaamse Ultratop 200 albums | Datum van verschijnen | Datum van binnenkomst | Hoogste positie | Aantal weken | Opmerkingen |
| ----------------------------------------------------------- | --------------------- | --------------------- | --------------- | ------------ | ----------- |
| Volumia!                                                    | 1998                  | 23-01-1999            | 2               | 43           |             |
| Wakker                                                      | 1999                  | 04-12-1999            | 16              | 21           |             |
| Puur                                                        | 2001                  | 21-07-2001            | 50              | 1            |             |
| Het beste van Volumia!                                      | 2002                  | 20-04-2002            | 19              | 10           |             |

### Singles
| Single met eventuele hitnotering(en) in de Nederlandse Top 40 | Datum van verschijnen | Datum van binnenkomst | Hoogste positie | Aantal weken | Opmerkingen                             |
| ------------------------------------------------------------- | --------------------- | --------------------- | --------------- | ------------ | --------------------------------------- |
| Het is over                                                   |                       | 22-11-1997            | 36              | 3            | Nr. 43 in de Mega Top 100               |
| Afscheid                                                      |                       | 04-04-1998            | 4               | 19           | Nr. 4 in de Mega Top 100                |
| Hou me vast                                                   |                       | 19-09-1998            | 2               | 18           | Nr. 2 in de Mega Top 100 / Goud         |
| Blijf bij mij                                                 |                       | 16-10-1999            | 14              | 8            | Nr. 18 in de Mega Top 100 / Alarmschijf |
| Hoe lang heb ik te leven                                      |                       | 12-02-2000            | 27              | 5            | Nr. 27 in de Mega Top 100               |
| Ik vlieg ik zweef                                             |                       | 08-07-2000            | tip17           | -            | Nr. 79 in de Mega Top 100               |
| Er is altijd een weg                                          |                       | 02-12-2000            | tip2            | -            | Nr. 40 in de Mega Top 100               |
| Eeuwig zou te kort zijn                                       |                       | 23-06-2001            | 26              | 5            | Nr. 15 in de Mega Top 100               |
| Jij                                                           |                       | 15-09-2001            | tip13           | -            | Nr. 44 in de Mega Top 100               |
| Nog één keer                                                  |                       | 26-01-2002            | 35              | 2            | Nr. 26 in de Mega Top 100               |

| Single met hitnotering(en) in de Vlaamse Ultratop 50 | Datum van verschijnen | Datum van binnenkomst | Hoogste positie | Aantal weken | Opmerkingen |
| ---------------------------------------------------- | --------------------- | --------------------- | --------------- | ------------ | ----------- |
| Afscheid                                             | 1998                  | 05-12-1998            | 2               | 23           |             |
| Hou me vast                                          | 1998                  | 10-04-1999            | 7               | 15           |             |
| Het is over                                          | 1997                  | 31-07-1999            | 32              | 10           |             |
| Blijf bij mij                                        | 1999                  | 16-10-1999            | tip10           | -            |             |
| Hoe lang heb ik te leven                             | 2000                  | 05-02-2000            | tip2            | -            |             |
| Eeuwig zou te kort zijn                              | 2001                  | 16-06-2001            | tip11           | -            |             |
| Nog één keer                                         | 2001                  | 19-01-2002            | tip15           | -            |             |

### NPO Radio 2 Top 2000
| Nummers met noteringen in de NPO Radio 2 Top 2000 | '99 | '00 | '01 | '02 | '03  | '04 | '05  | '06  | '07  | '08  | '09  | '10  | '11  | '12  | '13  | '14  | '15  | '16  |
| ------------------------------------------------- | --- | --- | --- | --- | ---- | --- | ---- | ---- | ---- | ---- | ---- | ---- | ---- | ---- | ---- | ---- | ---- | ---- |
| Afscheid                                          | -   | -   | 760 | -   | 1389 | 750 | 1179 | 1871 | 1906 | 1467 | -    | -    | 1750 | 1731 | 1963 | -    | -    | -    |
| Hou me vast                                       | 274 | 307 | 436 | 798 | 906  | 516 | 657  | 803  | 711  | 668  | 1129 | 1067 | 963  | 1540 | 1414 | 1677 | 1674 | 1970 |

1. ↑  Een '-' betekent dat het nummer niet was genoteerd en een vetgedrukt getal geeft de hoogste notering van een nummer aan.
2. ↑  Deze tabel is bijgewerkt tot en met de laatste editie (2024).

### Dvd's
| Dvd's met hitnoteringen in de Nederlandse Music Top 30 | Datum van verschijnen | Datum van binnenkomst | Hoogste positie | Aantal weken | Opmerkingen |
| ------------------------------------------------------ | --------------------- | --------------------- | --------------- | ------------ | ----------- |
| 10 jaar Volumia! - Live in Ahoy                        | 2002                  | 13-07-2002            | 5               | 4            |             |